# Aristaea thalassias
Aristaea thalassias is een vlinder uit de familie mineermotten (Gracillariidae). De wetenschappelijke naam van deze soort is voor het eerst geldig gepubliceerd in 1880 door Meyrick.
De soort komt voor in tropisch Afrika.